# Nypa fruticans
Nypa fruticans, ook wel bekend als 'Attap Palm' (Singapore), 'Nipa Palm' (Filipijnen), en 'Mangrove Palm' of 'Nipah palm' (Indonesië, Maleisië), 'Dừa Nước' (Vietnam), 'Gol Pata' (Bangladesh) of 'Dani' (Myanmar) is de enige mangroveplant onder de palmen. De plant komt voor in Zuid-Azië en Noord-Australië.
Dit is de enige nu bestaande soort uit het geslacht Nypa. In het verleden, toen Nypa een veel groter verspreidingsgebied had, was dat mogelijk anders: er zijn fossiele noten van het geslacht gevonden bij Bournemouth en Londen daterend uit het Tertiair en het Eoceen.
De palm heeft een horizontale stam die onder de grond groeit. Slechts de takken, bladeren en bloemen komen boven de oppervlakte uit. De bladeren kunnen tot zo'n 9 m hoog kunnen worden. De bloemen bevinden in een bolvormige bloeiwijze gegroepeerd aan een steel. Het is een eenhuizige palm. De vrouwelijke bloemen bovenin lijken op katjes en zijn rood van kleur. De mannelijke bloemen zijn wat lager te vinden en zijn geel van kleur. De zaden die uit de bloemen voortkomen zijn samengebald in een houtachtig cluster van maximaal 25 cm doorsnee. Rijpe zaden vallen van de bol af en drijven op het water weg. Soms komen de zaden al uit terwijl ze nog op het water drijven.
Nypa fruticans groeit in zachte moddergrond, in langzaam stromend getijdenwater en rivieren die de nutriënten voor de plant aanvoeren. De palm wordt in het binnenland aangetroffen tot daar waar het getij de drijvende zaden kan meevoeren. De plant komt veelvuldig voor langs de kusten en rivieren van Bangladesh tot op de eilanden in de Grote Oceaan. De plant kan een kortstondige droogval van haar leefomgeving overleven.

## Gebruik
De lange. veervormig samengestelde bladeren van de palm worden door de lokale bevolking in de Filipijnen gebruikt als materiaal voor de nipa-hut. Ook in Brunei, Indonesië, Maleisië en Singapore gebruikt men de plant als materiaal voor de 'atap dwellings' (lokale huisjes). Daarnaast worden de bladeren ook veel gebruikt voor het maken van allerlei vormen van manden en ander vlechtwerk. De jonge bladeren worden gebruikt om tabak in te draaien om vervolgens op te kunnen roken. Jonge scheuten van de palm zijn ook eetbaar. Grote takken worden in Myanmar wel gebruikt om te leren zwemmen vanwege het drijfvermogen.
Tevens kan het kroonblad van de bloemen gebruikt worden om aromatische zakdoeken mee te maken. 
De onrijpe vruchten worden wel gebruikt als zoete doorzichtige, gelatine-achtige balletjes als dessert in Maleisië en Singapore. Op de eilanden Roti en Savoe wordt het sap ook gevoerd aan de varkens gedurende het droge seizoen, het vlees van de varkens zou hierdoor een zoetere smaak krijgen. 
De bloeiwijzen kunnen worden afgetapt voordat ze uitkomen. Het sap van Nypa fruticans is erg rijk aan suiker. Dit levert een zoet eetbaar sap op dat gebruikt wordt om een alcoholische drank genaamd 'tuba' te maken. Tuba wordt in de Filipijnen ook wel enkele weken opgeslagen in 'tapayan' (ballonvormige vazen) om er azijn van te maken. Dit azijn staat bekend als Sukang Paombong; pure azijn die veel geproduceerd wordt in de provincie Bulacan. Fermentatie naar ethanol levert per hectare zo'n 15.000 tot 20.000 liter biobrandstof op. Dit is vergeleken met suikerriet (5000 tot 8000 liter) of maïs (2000 liter) erg veel. 

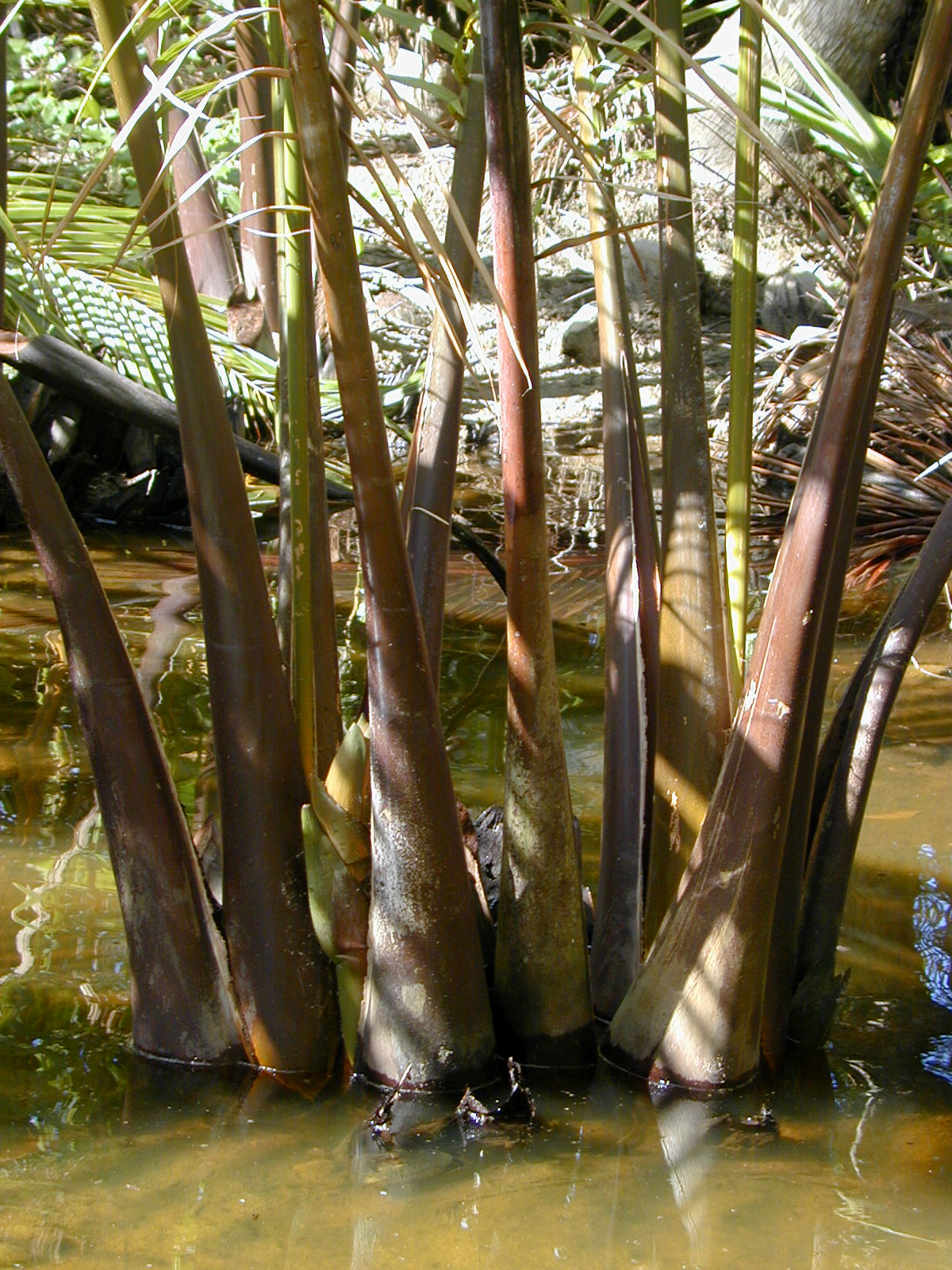
De stam bevindt zich onder water. Alleen de takken en bladeren komen daarboven uit.
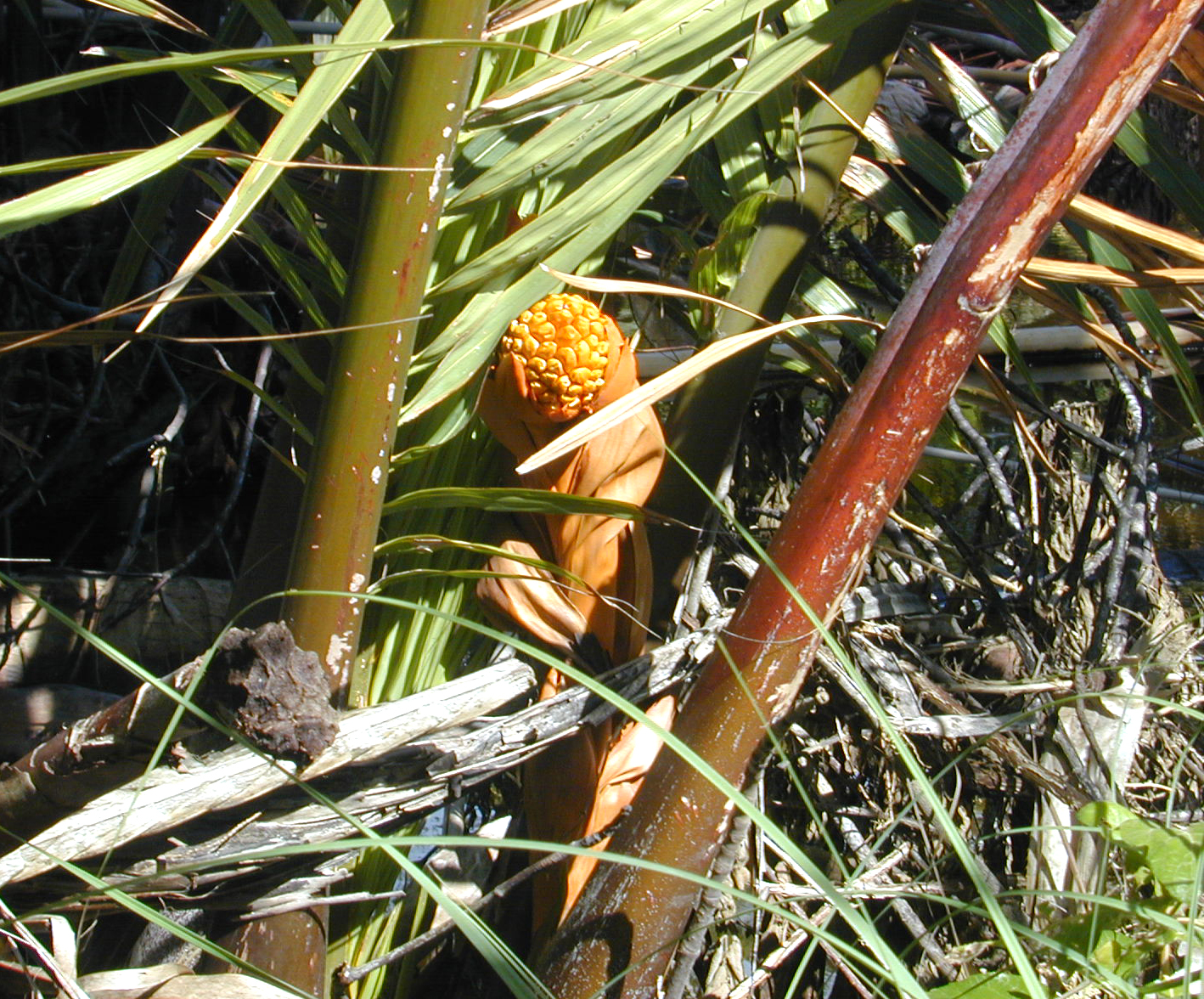
Een bolvormige bloeiwijze
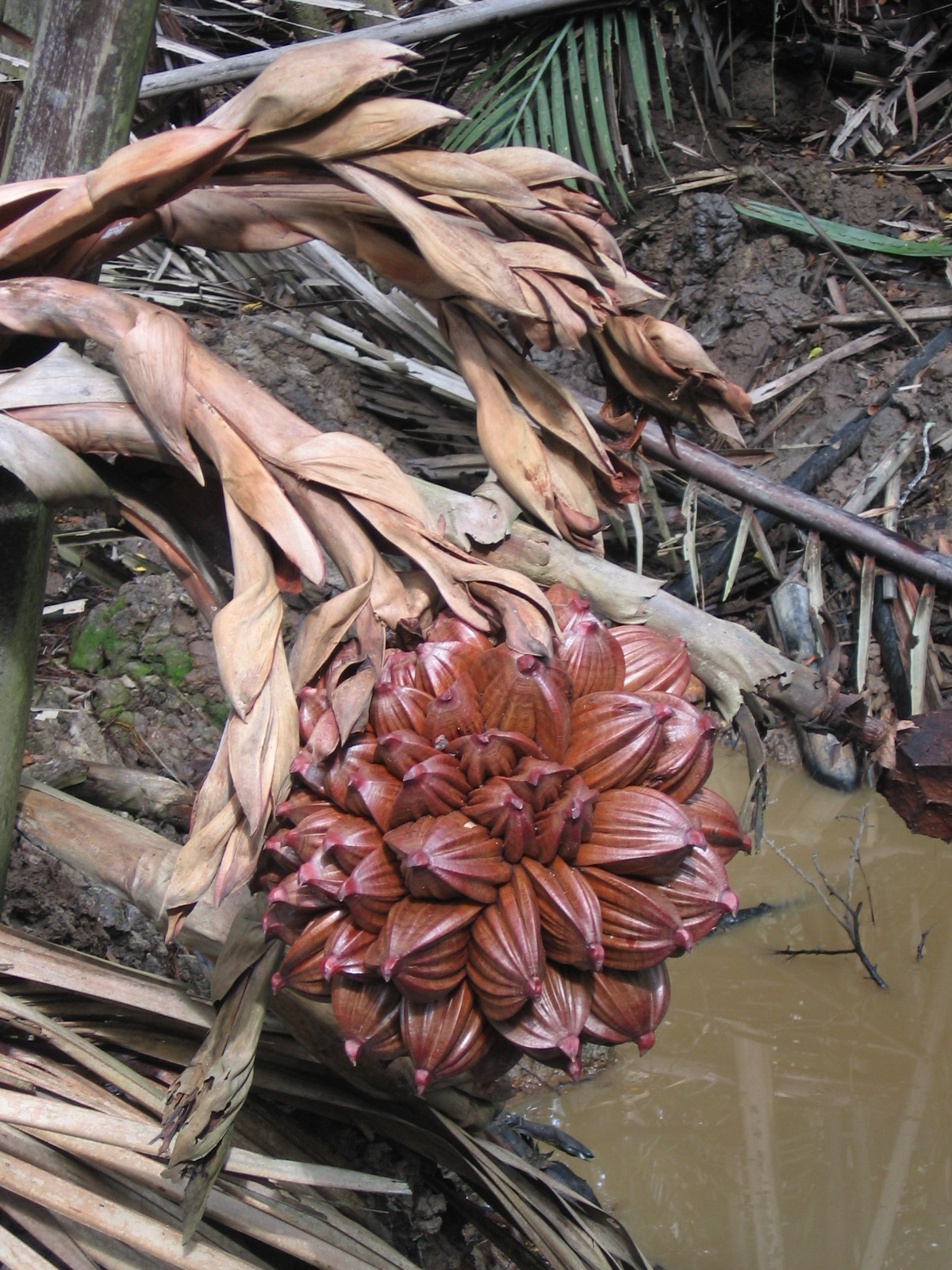
Een bolvormig cluster vruchten